# コクヨMVP
株式会社コクヨMVP(英文表記:KOKUYO MVP Co., Ltd.)は、ファイルやバインダー等の収録用品、及びカスタム製品を生産するコクヨ株式会社の連結子会社である。本社は鳥取県鳥取市に所在。

MVPとは、Market Value Products の略。
2007年10月1日、旧コクヨ事務用品工業が協力工場であった廣栄工業株式会社（鳥取県岩美郡岩美町）と株式会社長谷川紙工社（鳥取市気高町）を事業統合、3社5工場から1社2工場に再編し社名を現在のものとする。

## 沿革
- 1962年（昭和37年）12月 - コクヨ株式会社の収録用品の生産力強化のため、鳥取市に「日本事務用品株式会社」を設立。
- 1962年（昭和37年） - 用箋挟、スクラップブックの生産を開始。
- 1963年（昭和38年）11月 - バインダーの生産を開始。
- 1968年（昭和43年）6月 - フラットファイルの生産を開始。
- 1982年（昭和57年）4月 - ジョイナーアルバムの生産を開始。
- 1983年（昭和58年）10月 - ケースファイルの生産を開始。
- 1985年（昭和60年）10月 - 「コクヨ事務用品工業株式会社」に社名変更。
- 1988年（昭和63年）7月 - 厚表紙ファイルの生産に着手。
- 1993年（平成5年）10月 - クリップボードの生産に着手。
- 1997年（平成9年）5月 - チューブファイルの生産に着手。
- 1999年（平成11年）2月 - ISO 14001環境マネジメントシステム認証を取得。
- 2000年（平成12年）4月 - 株式会社岸本三光堂と合併。
- 2002年（平成14年）11月 - コクヨ工業滋賀よりフラットファイルの生産を全面移管。
- 2005年（平成17年）3月 - ISO 14001コクヨグループ全社拡大統合認証。
- 2007年（平成19年）10月 - 鳥取地区コクヨ関連会社3社（コクヨ事務用品工業株式会社（鳥取市）、廣栄工業株式会社（岩美郡岩美町）、株式会社長谷川紙工社（鳥取市気高町））が統合し、株式会社コクヨMVPに社名を変更。
- 2008年（平成20年）7月 - オリジナルブランド TOTONOEの販売を開始。
- 2010年（平成22年）10月 - クロスノートの生産に着手。
- 2013年（平成25年）12月 - オリジナルブランドPATTAの販売を開始。

## オリジナルブランド

### TOTONOE
- 2008年よりコクヨMVPのオリジナルブランドとして生産している。
- ファイル、バインダー、名刺ホルダーなど。

### PATTA
- 2013年よりTOTONOEの姉妹商品として生産している。
- 収納ボックス、かご、ごみ箱など。